# 大山理
大山 理（おおやま おさむ）は、日本の土木工学者。大阪工業大学工学部都市デザイン工学科教授、学科長。工学博士・技術士（建設部門）。土木学会複合構造委員会幹事。日本鋼構造協会鋼構造と火災小委員会副委員長。元土木学会複合構造委員会 鋼コンクリート合成床版設計・施工指針作成小委員会幹事長。
専門は、土木工学・構造工学（特にコンクリート工学、耐火構造、ラーメン構造）、建設工学・橋梁工学。

## 経歴
2001年大阪工業大学大学院工学研究科土木工学専攻博士後期課程修了、工学博士（大阪工業大学）。同年、片山ストラテック（現：日本ファブテック）に勤務し、新東名高速道路に架かる高架橋の設計や技術開発業務などに従事。2005年大阪工業大学工学部都市デザイン工学科に講師として着任。同学科准教授を経て、2016年同学科教授。2020年同学科学科長および第7代八幡工学実験場長。
主な所属学会は、土木学会、コンクリート工学会、プレストレストコンクリート工学会、日本鋼構造協会 、国際構造工学会（スイス）など。
主な著書は、土木学会 複合構造シリーズ08　基礎からわかる複合構造 - 理論と設計 2017年版（共著、丸善出版2017、学術書）、鋼道路橋設計便覧（共著、丸善出版2020、学術書）、構造力学問題集 - 基本問題からチャレンジ問題まで（共著、コロナ社2021、教科書）。

## 主なテクニカルアドバイザー
- 京都市公共事業評価委員会[5]

また、2017年に国立研究開発法人土木研究所、日本橋梁建設協会と共同で、「橋台部ジョイントレス構造における鋼‐コンクリート接合構造の設計・施工手法」に関する研究を行なった。

## 主な研究
- 鋼・コンクリート合成桁橋の耐火被覆構造の開発
- 火災時および火災後におけるスタッドの力学特性[7]
- 鋼・コンクリート二重合成2主I桁橋のねじり挙動[8]
- 合成アーチ橋のコンクリート打ち込み順序に関する研究
- インテグラルアバット橋（複合ラーメン橋）に適したアプローチスラブの研究[9]